# Poppenrovers
De poppenrovers (Calosoma) vormen een geslacht van kevers uit de familie van de loopkevers (Carabidae). De wetenschappelijke naam van het geslacht is voor het eerst geldig gepubliceerd in 1801 door Friedrich Weber.

## Soorten
Het geslacht van de poppenrovers kent de volgende onderverdeling:
- Ondergeslacht Blaptosoma
  - Calosoma (Blaptosoma) anthracinum Dejean, 1831
  - Calosoma (Blaptosoma) atrovirens Chaudoir, 1869
  - Calosoma (Blaptosoma) chihuahua Gidaspow, 1959
  - Calosoma (Blaptosoma) haydeni Horn, 1870
  - Calosoma (Blaptosoma) laeve Dejean, 1826
  - Calosoma (Blaptosoma) porosifrons Bates, 1891
  - Calosoma (Blaptosoma) viridisulcatum Chaudoir, 1863
- Ondergeslacht Callisphaena
  - Calosoma (Callisphaena) reticulatum Fabricius, 1787
- Ondergeslacht Callistenia
  - Calosoma (Callistenia) dawsoni Dajoz, 1997
  - Calosoma (Callistenia) dietzi Schaeffer, 1904
  - Calosoma (Callistenia) discors Le Conte, 1857
  - Calosoma (Callistenia) lariversi Van Dyke, 1943
  - Calosoma (Callistenia) latipennis Horn, 1870
  - Calosoma (Callistenia) luxatus Say, 1823
  - Calosoma (Callistenia) moniliatus Le Conte, 1851
  - Calosoma (Callistenia) monticola Casey, 1913
  - Calosoma (Callistenia) oregonus Gidaspow, 1959
  - Calosoma (Callistenia) placerus Gidaspow, 1959
  - Calosoma (Callistenia) schaefferi Breuning, 1928
  - Calosoma (Callistenia) striatius Hatch, 1953
  - Calosoma (Callistenia) subaeneus Chaudoir, 1869
  - Calosoma (Callistenia) subasperatus Schaeffer, 1915
  - Calosoma (Callistenia) wilkesi Le Conte, 1851
- Ondergeslacht Callisthenes
  - Calosoma (Callisthenes) akkolicus Obydov et Gottwald, 2002
  - Calosoma (Callisthenes) anthrax Semenov, 1900
  - Calosoma (Callisthenes) breviusculus Mannerheim, 1830
  - Calosoma (Callisthenes) declivis Dohrn, 1884
  - Calosoma (Callisthenes) elegans Kirsch, 1859
  - Calosoma (Callisthenes) eversmanni Chaudoir, 1850
  - Calosoma (Callisthenes) fischeri Fischer, 1842
  - Calosoma (Callisthenes) glasunovi Semenov, 1900
  - Calosoma (Callisthenes) grumi Semenov, 1900
  - Calosoma (Callisthenes) karelini Fischer-Waldheim, 1846
  - Calosoma (Callisthenes) klapperichi Mandl, 1955
  - Calosoma (Callisthenes) kuschakewitschi Ballion, 1870
  - Calosoma (Callisthenes) marginatus Gebler, 1829
  - Calosoma (Callisthenes) mirificus Casale, 1979
  - Calosoma (Callisthenes) panderi Fischer, 1822
  - Calosoma (Callisthenes) pavlovskii Kryzhanovskij, 1955
  - Calosoma (Callisthenes) peksi Heinz & Pavesi, 1995
  - Calosoma (Callisthenes) persianum Morvan, 1974
  - Calosoma (Callisthenes) pseudocarabus Semenov & Redikorzev, 1928
  - Calosoma (Callisthenes) pumicatus Lapouge, 1907
  - Calosoma (Callisthenes) regelianus A. Morawitz, 1886
  - Calosoma (Callisthenes) substriatus Motschulsky, 1859
  - Calosoma (Callisthenes) subtilestriatus Mandl, 1954
  - Calosoma (Callisthenes) usgentensis Solskyi, 1874
- Ondergeslacht Callitropa
  - Calosoma (Callitropa) externum Say, 1823
  - Calosoma (Callitropa) macrum LeConte, 1853
  - Calosoma (Callitropa) palmeri Horn, 1876
  - Calosoma (Callitropa) protractum LeConte, 1862
- Ondergeslacht Calopachys
  - Calosoma (Calopachys) blaptoides Putzeys, 1845
  - Calosoma (Calopachys) omiltemium Bates, 1891
  - Calosoma (Calopachys) viridissimum Haury, 1880
- Ondergeslacht Calosoma
  - Calosoma (Calosoma) aurocinctum Chaudoir, 1850
  - Calosoma (Calosoma) cyaneoventre Mandl, 1955
  - Calosoma (Calosoma) cyanescens Motschulsky, 1859
  - Calosoma (Calosoma) frigidum Kirby, 1837
  - Calosoma (Calosoma) himalayanum Gestro, 1875
  - Calosoma (Calosoma) inquisitor Linnaeus, 1758 - Kleine poppenrover
  - Calosoma (Calosoma) maximowiczi A. Morawitz, 1863
  - Calosoma (Calosoma) oceanicum Perroud & Montrouzier, 1864
  - Calosoma (Calosoma) schayeri Erichson, 1842
  - Calosoma (Calosoma) scrutator Fabricius, 1775
  - Calosoma (Calosoma) splendidum Dejean, 1831
  - Calosoma (Calosoma) sycophanta Linnaeus, 1758 - Grote poppenrover
  - Calosoma (Calosoma) wilcoxi Le Conte, 1848
- Ondergeslacht Caminara
  - Calosoma (Caminara) arrowianum Breuning, 1934
  - Calosoma (Caminara) denticolle Gebler, 1833
  - Calosoma (Caminara) imbricatum Klug, 1832
  - Calosoma (Caminara) olivieri Dejean, 1831
  - Calosoma (Caminara) reitteri Roeschke, 1897
- Ondergeslacht Campalita
  - Calosoma (Campalita) algiricum Gehin, 1885
  - Calosoma (Campalita) auropunctatum Herbst, 1784
  - Calosoma (Campalita) chinense Kirby, 1819
  - Calosoma (Campalita) chlorostictum Dejean, 1831
  - Calosoma (Campalita) davidis Gehin, 1885
  - Calosoma (Campalita) iranicum Mandl, 1953
  - Calosoma (Campalita) maderae Fabricius, 1775
  - Calosoma (Campalita) tanganyikae (Jeannel, 1940)
- Ondergeslacht Carabomimus
  - Calosoma (Carabomimus) altipeta Jeannel, 1940
  - Calosoma (Carabomimus) asperum (Jeannel, 1940)
  - Calosoma (Carabomimus) bulleri Beheim and Breuning, 1943
  - Calosoma (Carabomimus) cicatricosum Chaudoir, 1869
  - Calosoma (Carabomimus) costipenne Chaudoir, 1869
  - Calosoma (Carabomimus) depressicolle Chaudoir, 1869
  - Calosoma (Carabomimus) digueti Lapouge, 1924
  - Calosoma (Carabomimus) diminutum Bates, 1891
  - Calosoma (Carabomimus) flohri Bates, 1884
  - Calosoma (Carabomimus) gebieni Breuning, 1928
  - Calosoma (Carabomimus) laevigatum Chaudoir, 1869
  - Calosoma (Carabomimus) lesnei Breuning, 1931
  - Calosoma (Carabomimus) orizabae Jeannel, 1940
  - Calosoma (Carabomimus) politum Chaudoir, 1869
  - Calosoma (Carabomimus) striatipenne Chaudoir, 1869
  - Calosoma (Carabomimus) striatulum Chevrolat, 1835
  - Calosoma (Carabomimus) sylvestre (Lassalle, 2009)
- Ondergeslacht Carabomorphus
  - Calosoma (Carabomorphus) brachycerum Gerteacker, 
  - Calosoma (Carabomorphus) catenatus Roeschke, 1899
  - Calosoma (Carabomorphus) harrarensis Jacobson, 1900
  - Calosoma (Carabomorphus) masaicus Alluaud, 1912
  - Calosoma (Carabomorphus) rugulosum Breuning, 1943
- Ondergeslacht Carabophanus
  - Calosoma (Carabophanus) antinorii Gestro, 1878
  - Calosoma (Carabophanus) arrowi Breuning, 1928
  - Calosoma (Carabophanus) gestroi Breuning, 1928
  - Calosoma (Carabophanus) raffrayi Fairmaire, 1883
- Ondergeslacht Carabops
  - Calosoma (Carabops) abyssinicum Gestro, 1880
  - Calosoma (Carabops) aethiopicum Breuning, 1928
  - Calosoma (Carabops) burtoni Alluaud, 1913
  - Calosoma (Carabops) janssensi Basilewsky, 1953
  - Calosoma (Carabops) nyassicus Basilewsky, 1984
  - Calosoma (Carabops) oberthuri Vuillet, 1910
  - Calosoma (Carabops) vermiculatum Straneo, 1942
- Ondergeslacht Carabosoma
  - Calosoma (Carabosoma) angulatum Chevrolat, 1834
  - Calosoma (Carabosoma) eremicola Fall, 1910
  - Calosoma (Carabosoma) glabratum Dejean, 1831
  - Calosoma (Carabosoma) marginalis Casey, 1897
  - Calosoma (Carabosoma) parvicollis Fall, 1910
  - Calosoma (Carabosoma) peregrinator Guerin-Meneville, 1844
  - Calosoma (Carabosoma) prominens LeConte, 1853
  - Calosoma (Carabosoma) sponsum Casey, 1897
- Ondergeslacht Castrida
  - Calosoma (Castrida) abbreviatum Chaudoir, 1869
  - Calosoma (Castrida) alternans Fabricius, 1792
  - Calosoma (Castrida) argentinensis Csiki, 1927
  - Calosoma (Castrida) fulgens Chaudoir, 1869
  - Calosoma (Castrida) galapageium Hope, 1838
  - Calosoma (Castrida) granatense Gehin, 1885
  - Calosoma (Castrida) granulatum Perty, 1830
  - Calosoma (Castrida) leleuporum (Basilewsky, 1968)
  - Calosoma (Castrida) linelli Mutchler, 1925
  - Calosoma (Castrida) peruviense Mandl, 1971
  - Calosoma (Castrida) retusum Fabricius, 1775
  - Calosoma (Castrida) rufipenne Dejean, 1831
  - Calosoma (Castrida) sayi Dejean, 1826
  - Calosoma (Castrida) trapezipenne Chaudoir, 1869
  - Calosoma (Castrida) vagans Dejean,
- Ondergeslacht Charmosta
  - Calosoma (Charmosta) investigator Illiger, 1798
  - Calosoma (Charmosta) lugens Chaudoir, 1869
- Ondergeslacht Chrysostigma
  - Calosoma (Chrysostigma) affinis Chaudoir, 1843
  - Calosoma (Chrysostigma) ampliator Bates, 1891
  - Calosoma (Chrysostigma) calidus Fabricius, 1775
  - Calosoma (Chrysostigma) cancellatus Eschscholtz, 1833
  - Calosoma (Chrysostigma) concreta Casey, 1920
  - Calosoma (Chrysostigma) lepidus Le Conte, 1844
  - Calosoma (Chrysostigma) morrisoni Horn, 1885
  - Calosoma (Chrysostigma) obsoletum Say, 1823
  - Calosoma (Chrysostigma) semilaeve LeConte, 1851
  - Calosoma (Chrysostigma) simplex LeConte, 1878
  - Calosoma (Chrysostigma) tepidum LeConte, 1851
- Ondergeslacht Ctenosta
  - Calosoma (Ctenosta) aethiops Jeannel, 1940
  - Calosoma (Ctenosta) bastardi Alluaud, 1925
  - Calosoma (Ctenosta) grandidieri Maindron, 1900
  - Calosoma (Ctenosta) guineense Imhoff, 1843
  - Calosoma (Ctenosta) jakli Haeckel; Farkac & Sehnal, 2005
  - Calosoma (Ctenosta) orientale Hope, 1838
  - Calosoma (Ctenosta) planicolle Chaudoir, 1869
  - Calosoma (Ctenosta) scabrosum Chaudoir, 1834
  - Calosoma (Ctenosta) senegalense Dejean, 1831
  - Calosoma (Ctenosta) strandi Breuning, 1934
- Ondergeslacht Elgonorites
  - Calosoma (Elgonorites) alinderi (Breuning, 1928)
  - Calosoma (Elgonorites) elgonense Burgeon, 1928
  - Calosoma (Elgonorites) kenyense Breuning, 1928
- Ondergeslacht Microcallisthenes
  - Calosoma (Microcallisthenes) pentheri Apfelbeck, 1918
  - Calosoma (Microcallisthenes) relictum Apfelbeck, 1918
- Ondergeslacht Neocalosoma
  - Calosoma (Neocalosoma) bridgesi Chaudoir, 1869
- Ondergeslacht Orinodromus
  - Calosoma (Orinodromus) deckeni Gerteacker, 
  - Calosoma (Orinodromus) glaciale Kolbe, 1905
  - Calosoma (Orinodromus) leleupi Basilewsky, 1962
  - Calosoma (Orinodromus) neumanni Kolbe, 1895
  - Calosoma (Orinodromus) volkensi Kolbe, 1895
- Ondergeslacht Teratexis
  - Calosoma (Teratexis) fabulosum Semenov & Znojko, 1933